# 拉克魯斯 (智利)

拉克魯斯（西班牙語：La Cruz），是智利的城市，位於該國中部瓦爾帕萊索大區的基約塔省，面積78.2平方公里，海拔高度543米，2012年人口17,310人，人口密度每平方公里220人。
32°49′41″S 71°10′34″W / 32.82806°S 71.17611°W